# Felix Poppenberg

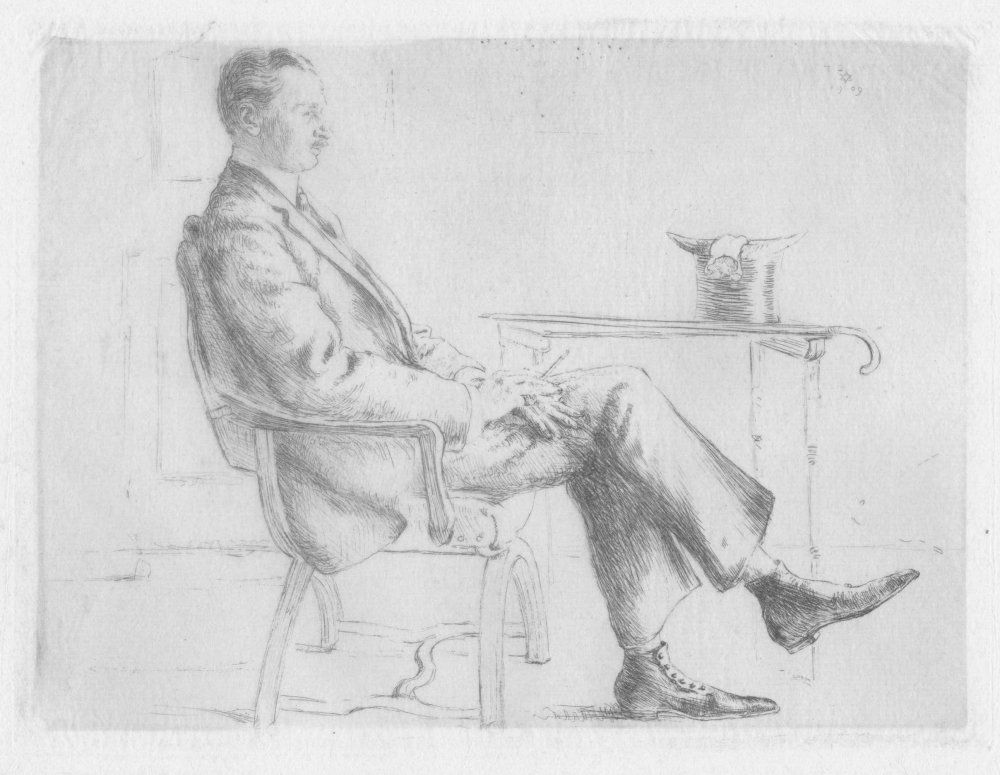
Bildnis von Felix Poppenberg, Radierung 1909 von Hermann Struck

Felix Michael Julius Poppenberg (* 13. Oktober 1869 in Berlin; † 27. August 1915 in Charlottenburg) war ein deutscher Schriftsteller.

## Leben und Wirken
Felix Poppenberg wurde als uneheliches Kind geboren und wuchs bei seiner Mutter, einer Sängerin, in der Berliner Friedrichstraße Nr. 207 auf. Er besuchte das Friedrichswerdersche Gymnasium, wo er am 23. September 1889 die Abiturprüfung ablegte.
Poppenberg studierte Germanistik an der Universität Berlin und wurde dort bei Erich Schmidt 1893 zum Dr. phil. promoviert. Danach lebte er als Schriftsteller und Essayist in Charlottenburg.
Schon während des Studiums schrieb er durch Vermittlung von Paul Schlenther und Otto Neumann-Hofer feuilletonistische Beiträge für das Magazin für die Literatur des Auslands und die bei Cotta erscheinende Romanwelt. Seine erste Veröffentlichung war eine Würdigung von Hermann Allmers zum 70. Geburtstag.
Poppenberg veröffentlichte regelmäßig in der Neuen Rundschau, im Literarischen Echo, aber auch in vielen Tageszeitungen inner- und außerhalb der Reichshauptstadt. Außer Buchrezensionen und Theaterkritiken, beispielsweise von der Uraufführung des Don Karlos am Deutschen Theater durch Max Reinhardt, mit dem Schauspieler Bassermann als König Philipp, befasste er sich mit verschiedenen kulturgeschichtlichen Themen sowie mit der damals aktuellen Mode.
1906 suchte er zu belegen, dass Karl Gustav Vollmoeller für sein Bühnenstück Der Deutsche Graf die Novelle La fausse maîtresse von Balzac plagiiert habe.
Trotz beschränkter Mittel kultivierte er im literarischen Berlin des ausgehenden 19. Jahrhunderts den Lebenswandel eines Dandys. Aus Verehrung für Hermann von Pückler-Muskau, dem er 1904 einen vielbeachteten Essay widmete, schmückte er sein Arbeitszimmer mit einem Porträt des Fürsten.
Jährliche Reisen, über die er ebenfalls berichtete, führten ihn in fast alle Länder Europas sowie nach Algerien, Konstantinopel und zuletzt 1913 nach Ägypten, wo er sich eine Dysenterie zuzog.
Er absolvierte mehrere erfolglose Kuren, zuletzt von Juni bis August 1915 in Wiesbaden. Sein letzter Tagebucheintrag lautete dort: „Ultima stagione †††. Moriturus. Steilste Stufe.“ 1915 schoss er sich am Vorabend von Goethes 166. Geburtstag in seiner charlottenburger Wohnung in der b 153 ins Herz. Seine letzte Ruhestätte fand er auf dem Südwestkirchhof Stahnsdorf.

## Sonstiges
In seinem Roman Die Feuerpause setzte Arnold Zweig Poppenberg und seiner Pückler-Verehrung ein literarisches Denkmal.

## Werke

### Selbständig erschienene Schriften
- Zacharias Werner. Mystik und Romantik in den „Söhnen des Thals“, Diss., Vogt, Berlin 1893 (= Berliner Beiträge zur germanischen und romanischen Philologie. Germanische Abt. Nr. 2)
- (Herausgeber) Heine-Brevier. Auszüge. F. Huldschinsky, Berlin 1895
- Maeterlinck. (= Moderne Essays zur Kunst und Literatur H. 30), Gosse und Tetzlaff, Berlin 1903
- Bibelots. Julius Zeitler, Leipzig 1904
- Nordische Porträts aus vier Reichen (Herman Bang, Knut Hamsun, Sigbjörn Obstfelder, Gustaf af Geijerstam, Juhani Aho). Berlin 1904 (= Die Literatursammlung illustrierter Einzeldarstellungen, hrsg. v. Georg Brandes, Bd. 11)
- (mit Friedrich von Thiersch, Max Creutz, Fritz Stahl:) Berliner Architekturwelt miscellanea, Berlin 1905
- (mit Carl Moritz und Herbert Eulenberg:) Neue Theaterkultur. Strecker und Schröder, Stuttgart 1906, S. 32–45 (= Flugblätter für künstlerische Kultur, Nr. 3.)
- Buchkunst. 2 Bde., Marquardt, Berlin 1908  (Kunst. Sammlung illustrierter Monographien Bde. 57–58)
- Ausstellung angewandter Kunst unter Leitung von Curt Stoeving. Wasmuth, Berlin 1908
- Das lebendige Kleid. Erich Reiss, Berlin 1910
- Maskenzüge. Essays. Erich Reiss, Berlin 1912
- Taschenbuch für die Damen. Rowohlt, Berlin 1913
- Der Sommerhut von 1915. Randeinfälle. Bard, Berlin 1915 (Veröffentlichungen des Verbandes zur Förderung der deutschen Hutmode)
- Menschlichkeiten. Briefe und Aufsätze. Gurlitt, Berlin 1919 (Aus dem Nachlass herausgegeben von Ernst Heilborn und Elsa Herzog)

### Aufsätze
- Moderne Plakatkunst. In: Zeitschrift für Bücherfreunde 1897, S. 183–192.
- Die jüngste Phase der nordischen Seele. In: Neue Deutsche Rundschau 1899, S. 269–281
- Zu Konrad Ferdinand Meyers Gedächtnis. In: Der Türmer, Jg. 1 (1898/1899), H. 5
- Selma Lagerlöf. In: Der Türmer. Monatsschrift für Gemüt und Geist, Jg. 2 (1899/1900), H. 3
- Metamorphose der Spielkarte. In: Westermann’s illustrierte deutsche Monatshefte, Berlin 1899, S. 300–320.
- Buchschmuck. In: Westermann’s illustrierte deutsche Monatshefte Bd. 91 (1902), H. 544, S. 479–504.
- Moderner Buchschmuck. In: Westermann’s illustrierte deutsche Monatshefte Bd. 91 (1902), 546, S. 829–853.
- Einleitung zu: Die Novellen des Cervantes. 2 Bde., Insel, Leipzig 1907
- Einleitung zu M[iguel] de Cervantes: Don Quixote. Unter Benutzung der anonymen Übertragung von 1837 besorgt von Konrad Thorer. Insel, Leipzig 1908, Bd. 1, S. I-XV.
- Kunstgewerbechronik. In: Jahrbuch der bildenden Kunst, Bd. 7 (1908), S. 69–73.
- Maeterlinck, in: Nordische Porträts aus vier Reichen. Oscar Wilde, Liliencron, Raabe, Multatuli, Maeterlinck, Björnson. Borngräber, Berlin 1911
- Einleitung zu: Rudolf Pechel: Rokoko: Das galante Zeitalter in Briefen, Memoiren, Tagebüchern. Bong, Berlin, Leipzig, Wien, Stuttgart 1913
- Einleitung zu: Hermann Bang: Gesammelte Werke in vier Bänden. S. Fischer, Berlin 1919